# Moisés Candelario
Moisés Antonio Candelario Díaz (Guayaquil, 24 agosto 1978) è un ex calciatore ecuadoriano, di ruolo centrocampista.